# Eric Megaw
Eric Christopher Stanley Megaw (la transcription Eric McGaw est fautive ; né à Dublin en 1908 – mort le 25 janvier 1956) est un ingénieur irlandais, auteur d'importants perfectionnements sur le magnétron à cavité, composant critique du radar. Il a été anobli en 1943.

## Premières années
Avec deux autres frères, Peter et Basil, il fréquente l'école élémentaire à Belfast, puis l'internat pour garçons de Campbell College et l'université Queen's de Belfast,,.
Radio amateur, il aurait été le premier à établir un contact entre l'Irlande et l'Australie. Sorti diplômé de Queen's College à seulement 20 ans, il obtient une bourse de recherche à Imperial College London. Il parlait couramment le français, l'allemand et l'italien.

## Carrière

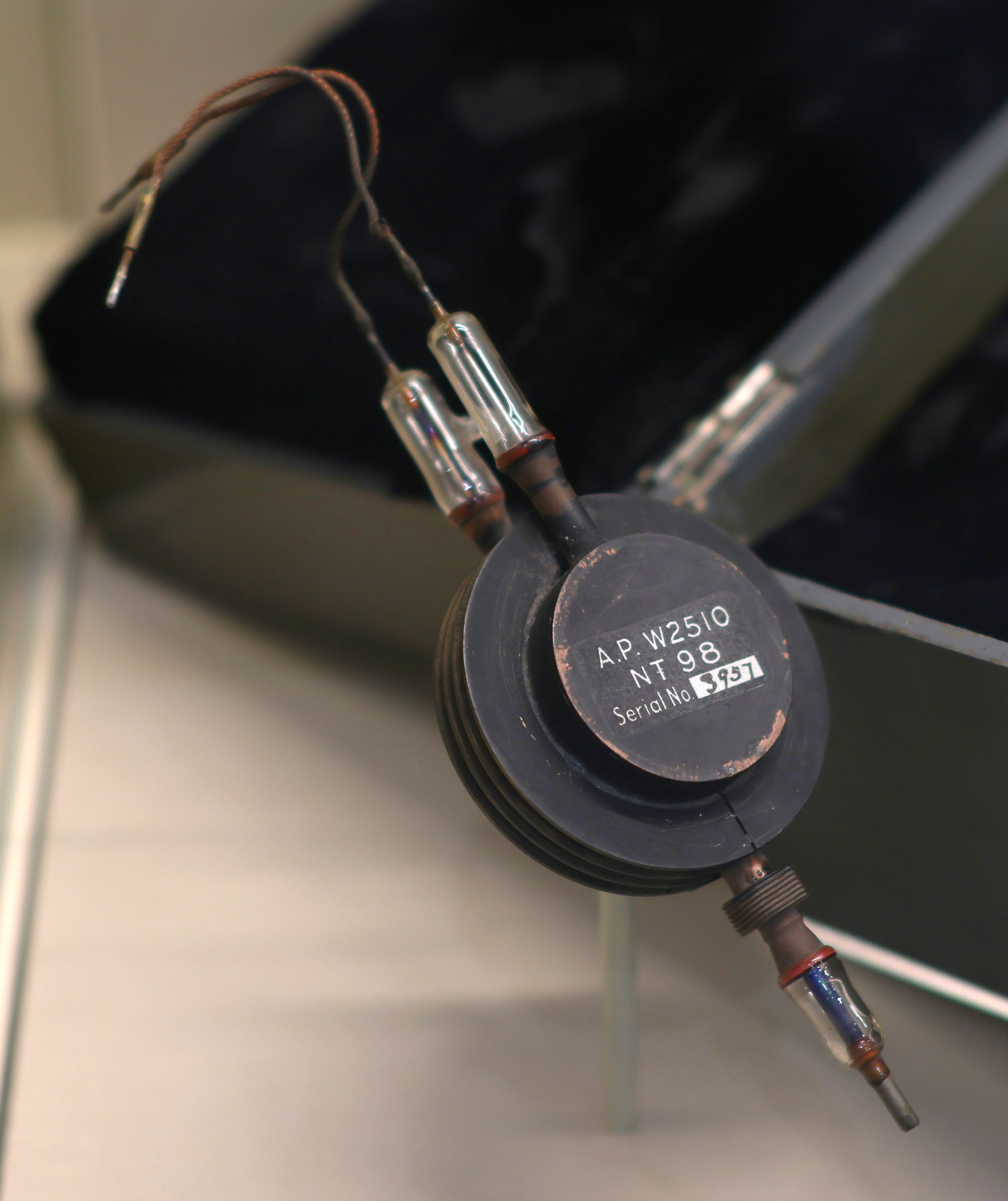
Un magnétron à cavités E1189.

Au mois d'avril 1940, il est nommé à la tête de l'équipe de recherche, basée au nord-ouest de Londres, chargée de mettre au point un magnétron à cavité. Son magnétron, dans sa version E1188, délivrait une puissance de 500 W. Au terme d'un échange avec les experts français Maurice Ponte et Henri Gutton, du Laboratoire National de Radioélectricité, en avril 1940, Eric Megaw modifie le composant en recouvrant la cathode d'oxydes (version E1189) et porte le nombre de secteurs de six à huit, pour atteindre en septembre 1940 la puissance de 100 kW, requise pour la détection des sous-marins. Le premier test embarqué a lieu en mars 1941.
Ce magnétron à cavité équipe la Mission Tizard.

## Voir également
- Histoire du radar